# Selyuq
Selyuq (en turco: Selçuk bey, en farsi: سلجوق ﺑﯿﮓ; tr. Selyuk, Seldyuk, Seldyuq o Seldjuq en turcomano: Seljuk beg Dukag) fue el héroe epónimo de los selyúcidas. Era hijo de Duqaq que parece haber sido el jefe o un eminente miembro de la tribu Kınık de los turcos oğuzes.

## Biografía
Selyuq hacía remontar sus orígenes al mítico rey Afrasiab a través de treinta y cuatro generaciones, aunque utilizó nombres bíblicos para sus cuatro hijos (Mikail, Isrâîl (Arslan), Musa y Yunus), lo que sugiere relaciones con los jázaros o con los nestorianos. Sin embargo mantuvieron la costumbre de hacer preceder el nombre por el de su tótem tribal, Arslan (león). 
Alrededor del año 985 debido a la escasez de pastos o a la presión de otras tribus el clan selyúcida se separó del resto de los Tokuz-Oghuz, una confederación de nueve clanes asentada entre los mares Aral y Caspio, y se estableció cerca de Kyzylorda, en la orilla derecha del Sir Daria, en el camino de Jend (Kazajistán). En esta época se convirtieron al islam, aunque no hay constancia de que el propio Selyuq lo hiciese. El sultán gaznavida Mahmud de Gazni, que domina la región, les acepta y convierte en sus auxiliares.
Arslan Isrâîl fue enviado por Mahmûd a Jorasán y a la campaña del Cáucaso, lo que más tarde sería el sultanato de Rüm. A su vuelta Mahmûd, temeroso de su poder militar, le mandó detener como rehén y murió en prisión siete años después. Antes de su muerte hizo llegar a sus hermanos un mensaje incitándolos a apoderarse del reino.

## Sucesión
Selyuq murió alrededor del año 1009, y bajo el gobierno del hijo de Mikail, Toğrül, los selyúcidas conquistaron Jorasán, cruzaron el Amu Daria y ocuparon las dos grandes ciudades de Jorasán, Merv y Nishapur, donde Toğrül se proclamó emir en 1028. La tribu comenzó a hacer incursiones por todo el norte de Irán, ocupando ciudades y exigiendo un rescate por ellas. Los intentos de Masûd, hijo de Mahmûd, para detener sus incursiones le llevaron a la derrota en la batalla de Dandanaqan, el 23 de mayo de 1040.
Los victoriosos selyúcidas expandieron su dominio en la región transoxiana e Irán. En 1055 Toğrül había ampliado su control hasta Bagdad, nombrándose a sí mismo como el campeón del califa abasida, que lo honró con el título de sultán. Otros gobernantes anteriores habían tenido ese título, pero los selyúcidas fueron los primeros en inscribirlo en sus monedas.

## Legado
Selyuq lideró a los primeros grupos de turcos en la toma de nuevos territorios en el sur del mar Aral, acción a la que luego se unirían oleadas de miles de emigrantes turcos motivados por los saqueos y el pillaje, lo que facilitaría la rápida conquista de extensas zonas geográficas. Se creó una hegemonía en Medio Oriente que acabaría con el Califato Abasí y debilitaría mortalmente al Imperio Bizantino, lo que culminaría con la toma de Constantinopla, que desencadenaría el descubrimiento de América por parte de los europeos.